# IC 4343
IC 4343 — эллиптическая спиральная галактика типа E-S0 в созвездии Волопас. Поверхностная яркость — 12,9 mag/arcmin². Этот объект входит в число перечисленных в оригинальной редакции «Нового общего каталога».